# La ansiedad de Veronika Voss
La ansiedad de Veronika Voss (Die Sehnsucht der Veronika) es una película  de Alemania, dirigida por Rainer Werner Fassbinder en 1982, y protagonizada por Rosel Zech y Annemarie Düringer.
Con esta película, estrenada en 1982, Fassbinder quiso mostrar la cara más turbia del llamado "milagro alemán", una etapa que el director vivió con diez años y en la que la corrupción, el oportunismo, la droga, la abstención juvenil y el dominio estadounidense eran las principales amenazas y miedos que recorrían el país.

## Sinopsis
Múnich, 1955. Robert Krohn, periodista deportivo, conoce durante una noche lluviosa a Veronika Voss, una actriz de renombre que cosechó grandes éxitos en la época del Tercer Reich. Incluso se le llegó a atribuir un romance con Goebbels, pero ahora ha caído en el olvido. Con el tiempo, Robert va descubriendo la vida de la peculiar mujer, sus miserias y frustraciones y su total dependencia a una neuróloga que le suministra dosis de morfina. Rainer Werner Fassbinder ("Lola", "El matrimonio de Maria Braun") vuelve la vista a la Alemania de los cincuenta, para contar la historia de una actriz cuya vida está vagamente inspirada en la de Sybille Schmitz, estrella de la UFA (la entidad cinematográfica del Tercer Reich) que quedó sumida en el olvido a partir de 1945 y que acabó muriendo por sobredosis diez años después.